# Melrose (Minnesota)
Melrose es una ciudad ubicada en el condado de Stearns en el estado estadounidense de Minnesota. En el Censo de 2010 tenía una población de 3598 habitantes y una densidad poblacional de 418,68 personas por km².

## Geografía
Melrose se encuentra ubicada en las coordenadas 45°40′37″N 94°48′53″O / 45.67694, -94.81472. Según la Oficina del Censo de los Estados Unidos, Melrose tiene una superficie total de 8.59 km², de la cual 8.25 km² corresponden a tierra firme y (3.95%) 0.34 km² es agua.

## Demografía
Según el censo de 2010, había 3598 personas residiendo en Melrose. La densidad de población era de 418,68 hab./km². De los 3598 habitantes, Melrose estaba compuesto por el 86.1% blancos, el 0.92% eran afroamericanos, el 0.19% eran amerindios, el 0.61% eran asiáticos, el 0% eran isleños del Pacífico, el 10.73% eran de otras razas y el 1.45% pertenecían a dos o más razas. Del total de la población el 22.12% eran hispanos o latinos de cualquier raza.